# Cosa (Teruel)
Cosa ist ein Ort und eine Gemeinde (municipio) mit nur noch 62 Einwohnern (Stand: 2024) im äußersten Norden der Provinz Teruel in der autonomen Region Aragonien im östlichen Zentrum von Spanien. Die Gemeinde gehört zur bevölkerungsarmen Serranía Celtibérica. Neben dem gleichnamigen Hauptort Cosa gehört die Ortschaft Corbatón zur Gemeinde.

## Lage und Klima
Cosa liegt in den Bergen der Sierra de Cucalón in ca. 1185 m Höhe und ist ca. 55 km (Fahrtstrecke) in nördlicher Richtung von der Provinzhauptstadt Teruel entfernt.
Das Klima ist trotz der Höhenlage gemäßigt bis warm; Regen (ca. 504 mm/Jahr) fällt übers Jahr verteilt.

## Bevölkerungsentwicklung
| Jahr      | 1970 | 1981 | 1991 | 2001 | 2011 | 2021 |
| Einwohner | 209  | 147  | 137  | 93   | 62   | 55   |

## Sehenswürdigkeiten

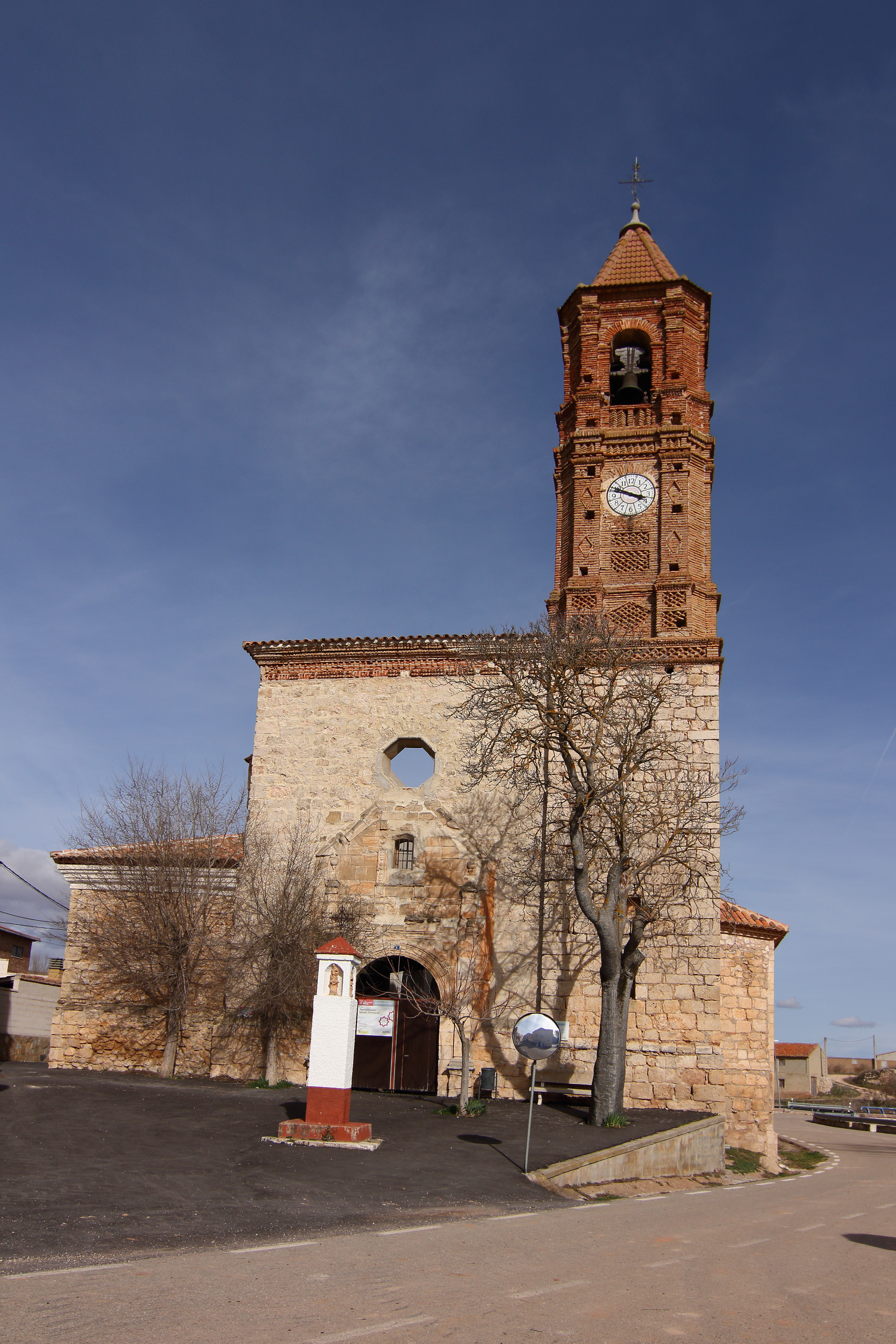
Kirche Mariä Himmelfahrt
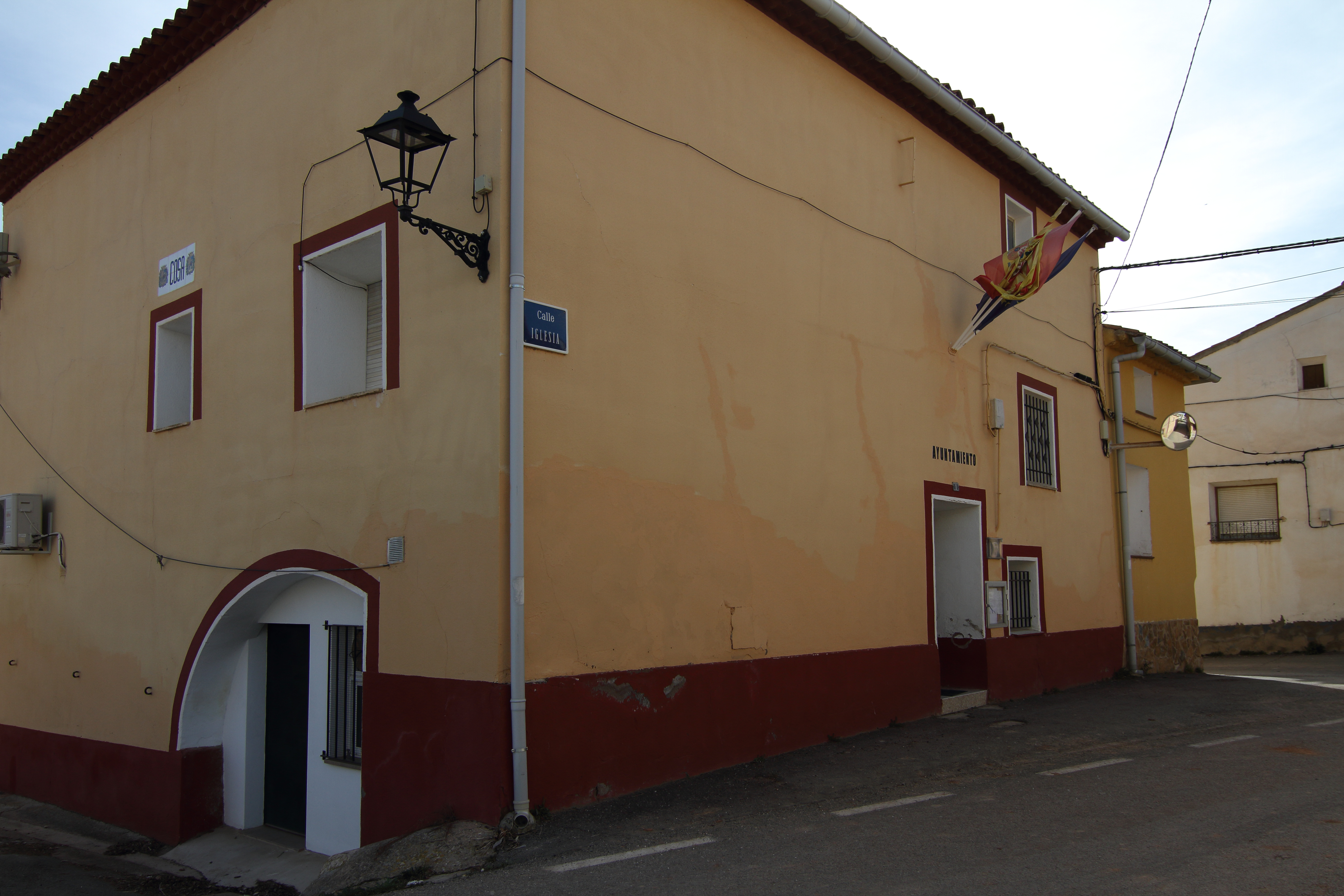
Rathaus

- Kirche Mariä Himmelfahrt
- Rathaus